# Lista localităților din Elveția - X-Y
| Localitățile din Elveția - ghid alfabetic A \| B \| C \| D \| E \| F \| G \| H \| I \| J \| K \| L \| M \| N \| O \| P \| Q \| R \| S \| T \| U \| V \| W \| X-Y \| Z Lista parțială a localităților din Elveția - Ultima actualizare: 7.12.2014 |

| Localitățile din Elveția - literele X–Y Nu există localități care încep cu litera X • Yens, VD, 1.068 E. • Yverdon-les-Bains, VD, 27.511 E. • Yvonand, VD, 2.537 E. • Yvorne, VD, 982 E. • |